# Drosophila immigrans
Drosophila immigrans är en tvåvingeart som beskrevs av Alfred Sturtevant 1921. Drosophila immigrans ingår i släktet Drosophila och familjen daggflugor. Arten är reproducerande i Sverige.
Artens utbredningsområde täcker ett stort område kring Stilla havet. Arten finns i hela USA inklusive Alaska och Hawaii. Arten finns även på Australien, Ogasawaraöarna, Påskön, Nya Zeeland och Norfolkön.

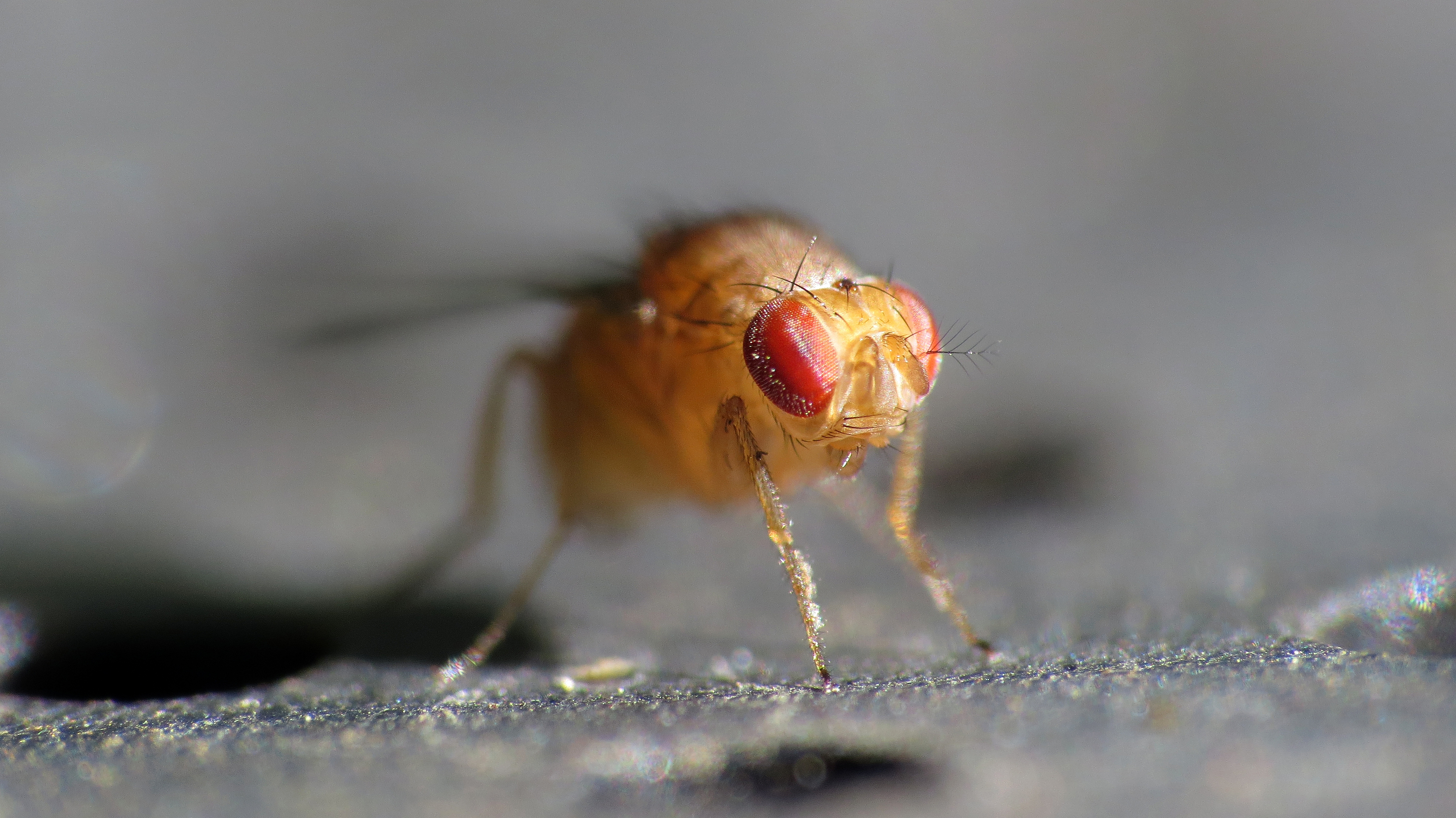
Hanne.
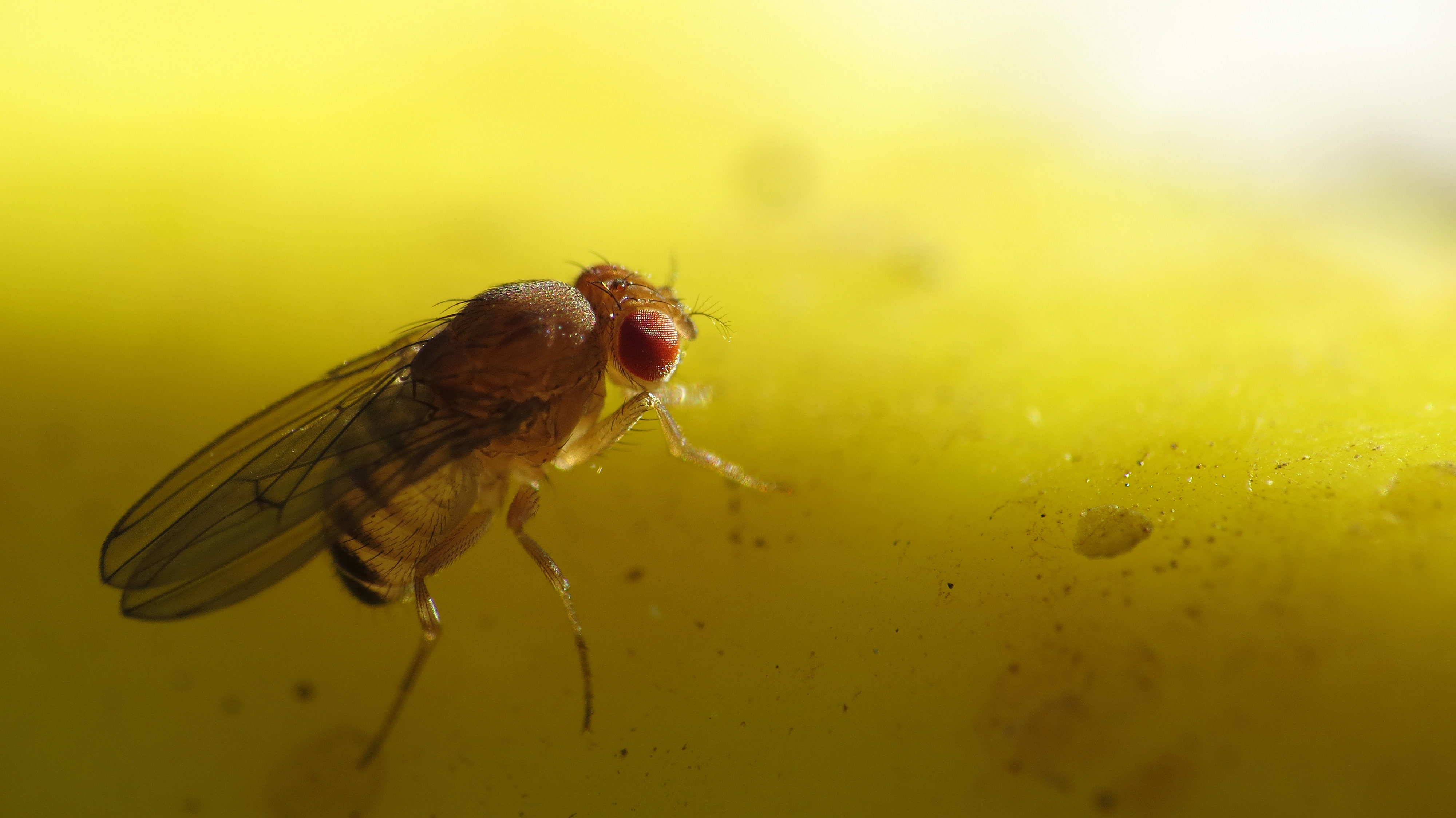
Hanne.
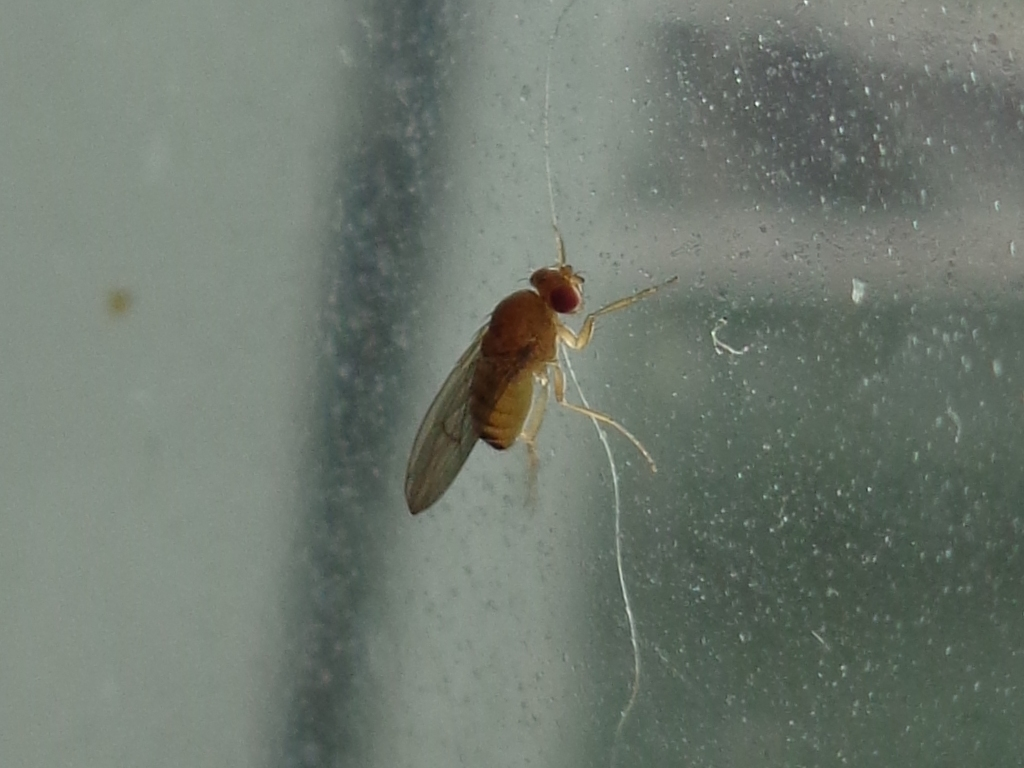
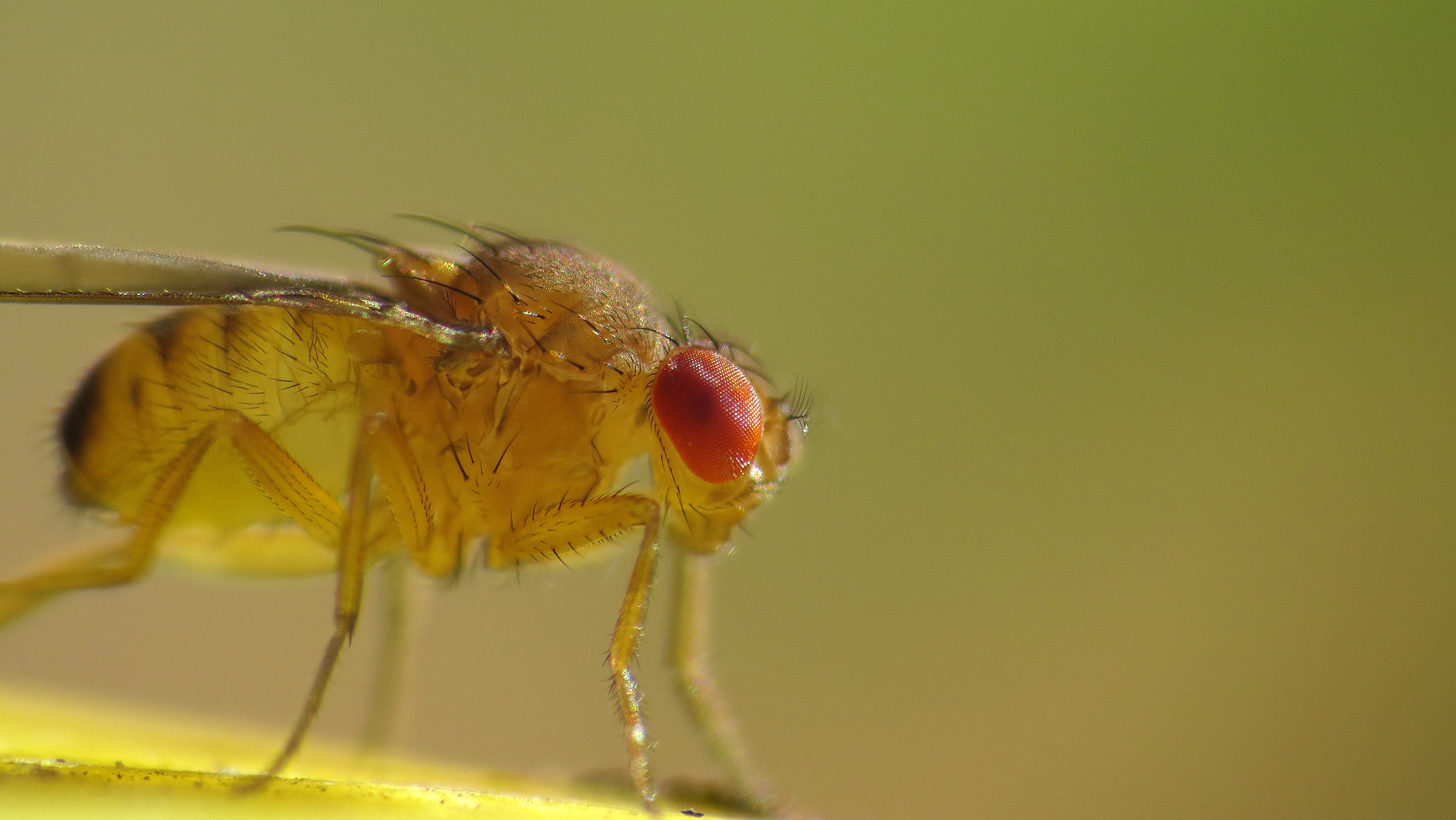
Hanne.
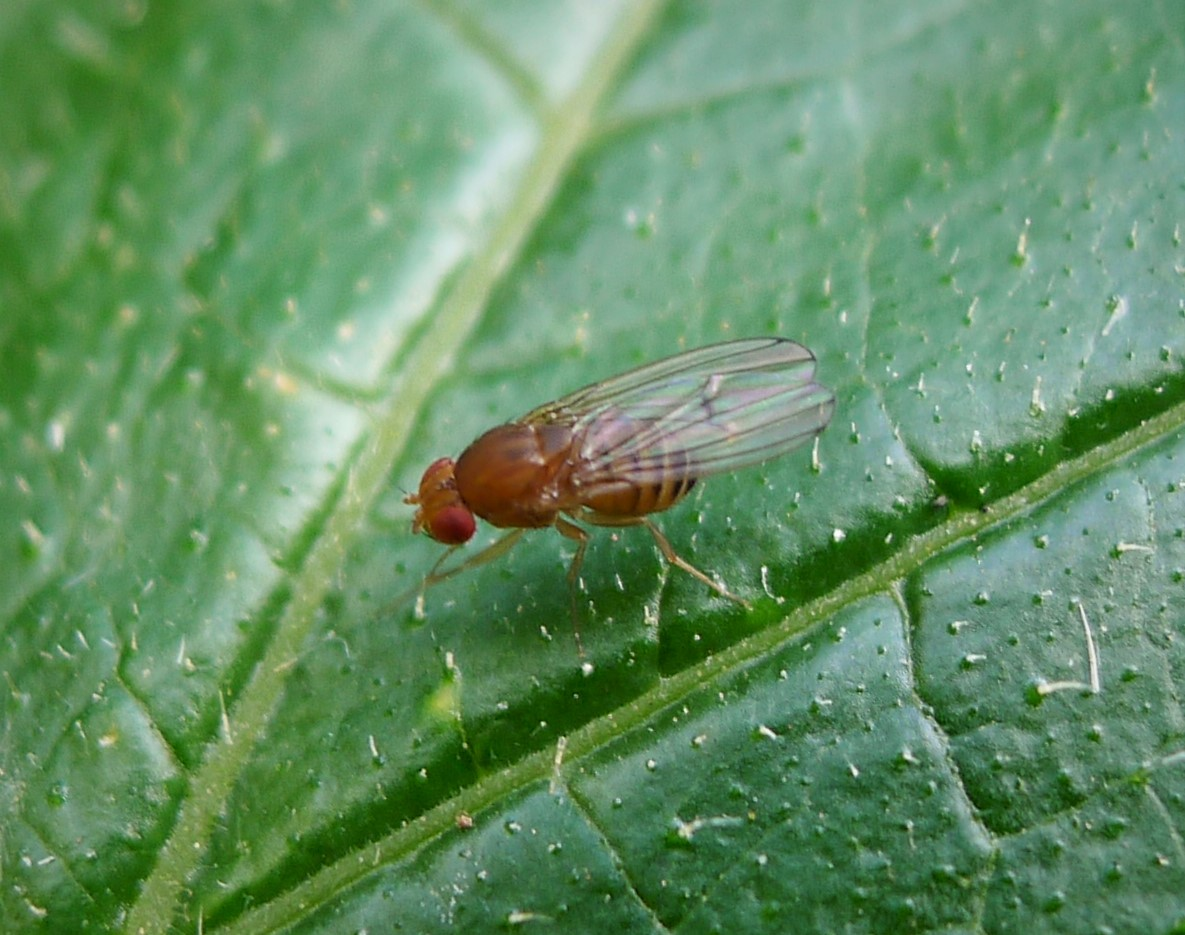